# HD 92397
HD 92397, также известная как  t² Carinae (t² Car) — двойная звезда в созвездии Киля.  Расстояние до Земли составляет 1850 световых лет.
Главный компонент, t² Киля A, оранжевый гигант спектрального класса К с видимым блеском +4.69. Его компаньон, t² Киля B, белая карликовая звезда спектрального класса А с видимым блеском +8.2. Звёзды разделены углом в 14.5 угловых секунд. Главный компонент виден невооружённым глазом к югу от 30 с.ш. (в Северном полушарии звезда преимущественно не видна) при хороших условиях наблюдения, хорошем зрении наблюдателя и ясном небе. На территории России не наблюдается.